# 希氏杯吸盤魚
希氏杯喉盤魚為輻鰭魚綱鱸形目喉盤魚亞目喉盤魚科的其中一種，分布於東南太平洋的智利海域，屬底棲性魚類。